# Tillandsia tragophoba
Tillandsia tragophoba är en gräsväxtart som beskrevs av Michael O. Dillon. Tillandsia tragophoba ingår i släktet Tillandsia och familjen Bromeliaceae. Inga underarter finns listade i Catalogue of Life.